# Marathon van Frankfurt 1985
De marathon van Frankfurt 1985 werd gelopen op zondag 19 mei 1985. Het was de vijfde editie van deze marathon.
De Duitser Herbert Steffny eindigde bij de mannen als eerste in 2:12.12. Op de finish had hij negentien seconden voorsprong op de Tanzaniaan John Makanya. Bij de vrouwen won de Nederlandse Carla Beurskens de wedstrijd.
In totaal schreven 8776 lopers zich in voor de wedstrijd, waarvan er 7297 finishten.

## Uitslagen

### Mannen
| rang   | naam             | land | tijd    |
| ------ | ---------------- | ---- | ------- |
| Goud   | Herbert Steffny  | GER  | 2:12.12 |
| Zilver | John Makanya     | TAN  | 2:12.31 |
| Brons  | Eddy Hellebuyck  | BEL  | 2:13.31 |
| 4      | Justin Gloden    | LUX  | 2:14.03 |
| 5      | Kjell-Erik Ståhl | SWE  | 2:14.50 |
| 6      | Mehmet Terzi     | TUR  | 2:15.01 |
| 7      | Bernard Bobes    | FRA  | 2:15.31 |
| 8      | Franz Homberger  | GER  | 2:16.16 |
| 9      | Eleuterio Anton  | ESP  | 2:16.42 |
| 10     | Rudi Verriet     | NED  | 2:17.26 |

### Vrouwen
| rang   | naam                | land | tijd    |
| ------ | ------------------- | ---- | ------- |
| Goud   | Carla Beurskens     | NED  | 2:28.37 |
| Zilver | Charlotte Teske     | GER  | 2:32.38 |
| Brons  | Susanne Riermeier   | GER  | 2:34.10 |
| 4      | Christa Vahlensieck | GER  | 2:35.32 |
| 5      | Paola Moro          | ITA  | 2:35.45 |
| 6      | Magda Ilands        | BEL  | 2:36.58 |
| 7      | Henrietta Fina      | AUT  | 2:40.13 |
| 8      | Angelika Dunke      | GER  | 2:40.35 |
| 9      | Birgit Lennartz     | GER  | 2:41.54 |
| 10     | Ilona Zsilak        | HUN  | 2:41.58 |

1981 ·
1982 ·
1983 ·
1984 ·
1985 ·
1986 ·
1987 ·
1988 ·
1989 ·
1990 ·
1991 ·
1992 ·
1993 ·
1994 ·
1995 ·
1996 ·
1997 ·
1998 ·
1999 ·
2000 ·
2001 ·
2002 ·
2003 ·
2004 ·
2005 ·
2006 ·
2007 ·
2008 ·
2009 ·
2010 ·
2011 · 
2012 · 
2013 · 
2014 · 
2015 · 
2016 · 
2017